# میلنیتسکه وتلنو
میلنیتسکه وتلنو (به چکی: Mělnické Vtelno) یک منطقهٔ مسکونی در جمهوری چک است که در ناحیه میلنیک واقع شده‌است. میلنیتسکه وتلنو ۲۶٫۲۹ کیلومتر مربع مساحت و ۹۳۴ نفر جمعیت دارد و ۲۶۹ متر بالاتر از سطح دریا واقع شده‌است.